# Maria Domènech Perich
Maria Domènech Perich   (Banyoles, 24 de desembre de 1913 - Banyoles, 1997) va ser una dona catalana, modista de professió, activista i dirigent del PSUC, Unió de dones de Catalunya i Socors Roig, pionera del municipalisme femení i segona regidora de Cultura i Assistència Social de l'Ajuntament de Banyoles. Va patir l'exili i la presó.

## Biografia
Nascuda a Girona, era la filla gran de Bartomeu Domènech Figueres, de Sant Esteve de Llémena, i de Dolors Perich Serra, de Flaçà; els seus germans es deien: Teresa, Carmelita, Consol, Lluís i Joaquim. La família es va instal·lar a Banyoles, on el pare va fer de ferrer i més tard es va dedicar al transport.
A l'esclat de la Guerra Civil, el seu germà Lluís va anar voluntari al front i va participar en les batalles de Terol i de Guadalajara. El seu germà Joaquim va ser mobilitzat amb la lleva del biberó i va combatre a les batalles del Segre i de l'Ebre, on va caure ferit. Ella i les seves germanes, juntament amb altres noies banyolines, van formar part de la Unió de Dones Antifeixistes, una organització del PSUC que entre altres activitats, preparava roba per als soldats del front, ajudava els refugiats i visitava els ferits. Maria Domènech, la més polititzada, va esdevenir presidenta de la secció femenina de la JSUC i secretària local del Socors Roig. El 6 de maig de 1938 va ser elegida regidora de l'Àrea de Cultura i Assistència Social de l'Ajuntament de Banyoles.
Amb la derrota del bàndol republicà, les seves germanes Teresa i Carmelita es van exiliar a França i van ser internades al Camp d'Argelers. Lluís, el gran dels nois, va ser empresonat i després obligat a fer el servei militar. Joaquim, el petit, va ser detingut, internat en diversos camps de concentració i enviat al Marroc en un batalló disciplinari de treballadors.
Maria Domènech es va dirigir a Perpinyà i va entrar en contacte amb Joaquim Olaso, responsable del PSUC a l'exili, del qual va rebre l'encàrrec de restablir una primera base a les comarques gironines. El juny de 1939 va tornar clandestinament a Catalunya per connectar amb Joan Llansó, Enric Font i altres militants que s'havien quedat a Besalú, Figueres i Castelló d'Empúries. La reorganització va avançar lentament, impulsada per Otilio Alba Polo i Alejandro Matos Juli, un madrileny que havia creat una petita infraestructura a Barcelona. Ben aviat, Domènech va ser descoberta, detinguda i enviada a la presó de Figueres. Poc després, van caure en cadena la resta de militants relacionats amb aquell cas, entre els quals hi havia el seu pare, que també va ser empresonat. Traslladats i interrogats a Barcelona, Alejandro Matos va ser torturat i mort quan intentava fugir de la comissaria de Via Laietana. Maria Domenèch va resistir les tortures i va ser enviada a la Presó de dones de les Corts. El 20 de març de 1941 va tenir lloc el consell de guerra contra cinquanta-dos acusats; tretze n'eren dones entre les quals hi havia: Soledad Real López, Clara Pueyo Jornet, Teresa Hernández Sagués, Isabel Vicente García i Maria Enriqueta Montoro Bravo. Es van demanar cinc penes de mort (tres van ser commutades) i diverses penes de presó. Els militants Otilio Alba Polo i Tomás Pons Albesa van ser condemnats a mort i afusellats. Maria Domènech va rebre una condemna de trenta anys, dels quals en va complir gairebé catorze a la presó de les Corts. A finals d'octubre de 1954 va obtenir la llibertat condicional i va romandre a Barcelona treballant en un centre de rehabilitació de dones. Després de la jubilació va tornar a Banyoles, on va morir el 1997.

## Reconeixement i memòria
En reconeixement de la seva trajectòria política, el 27 de març del 2000, el ple de l'Ajuntament de Banyoles va acordar donar el seu nom a un carrer de la ciutat. Posteriorment se li han dedicat diversos estudis i actes de record.